# Comuna de Szamocin
Szamocin (polaco: Gmina Szamocin) é uma gminy (comuna) na Polónia, na voivodia de Grande Polónia e no condado de Chodzieski. A sede do condado é a cidade de Szamocin.
De acordo com os censos de 2004, a comuna tem 7248 habitantes, com uma densidade 57,8 hab/km².

## Área
Estende-se por uma área de 125,46 km², incluindo:
- área agricola: 64%
- área florestal: 20%

## Demografia
Dados de 30 de Junho 2004:
|                      | Total   | Total | Mulheres | Mulheres | Homens  | Homens |
| -------------------- | ------- | ----- | -------- | -------- | ------- | ------ |
|                      | pessoas | %     | pessoas  | %        | pessoas | %      |
| População            | 7248    | 100   | 3639     | 50,2     | 3609    | 49,8   |
| Densidade (pop./km²) | 57,8    | 100   | 29       | 29       | 28,8    | 28,8   |

De acordo com dados de 2002, o rendimento médio per capita ascendia a 1373,92 zł.

## Subdivisões
- Atanazyn, Borowo, Heliodorowo, Laskowo, Lipa, Lipia Góra, Nałęcza, Nowy Dwór, Raczyn, Swoboda, Szamoty.

## Comunas vizinhas
- Białośliwie, Chodzież, Gołańcz, Margonin, Miasteczko Krajeńskie, Wyrzysk